# ASC Biesheim
Association Sportive et Culturelle de Biesheim là một câu lạc bộ bóng đá Pháp từ Biesheim, Haut-Rhin. Được thành lập vào năm 1968.

## Lịch sử
Đội lọt vào vòng 1/32 Coupe de France trong năm 2017-18 Coupe de France. Ở đó, đội đã gặp đội bóng đang thi đấu tại Championnat National Grenoble Foot 38 và thua 3-0 trong loạt sút luân lưu sau trận hòa 2-2 vào ngày 24 tháng 1 năm 2018.
N hà tài trợ giải đấu PMU đã gọi Biesheim là "Petit Poucet" (Tom Thumb) của giải đấu và thưởng cho họ trang phục thi đấu cho đội tại vòng 1/32.